# Mramorne, Simferopol
Mramorne (în ucraineană Мраморне) este un sat în comuna Dobre din raionul Simferopol, Republica Autonomă Crimeea, Ucraina.

## Demografie
Componența lingvistică a localității Mramorne
     Rusă (45,45%)
     Tătară crimeeană (36,36%)
     Ucraineană (17,05%)
     Belarusă (1,14%)
Conform recensământului din 2001, nu exista o limbă vorbită de majoritatea populației, aceasta fiind compusă din vorbitori de rusă (45,45%), tătară crimeeană (36,36%), ucraineană (17,05%) și belarusă (1,14%).